# Drepanophorus modestus
Drepanophorus modestus är en djurart som tillhör fylumet slemmaskar, och som beskrevs av Stiasny-Wijnhoff 1923. Drepanophorus modestus ingår i släktet Drepanophorus och familjen Drepanophoridae. Inga underarter finns listade i Catalogue of Life.